# Little X Monkeys
Little X Monkeys est un groupe de musique folk originaire de Namur en Belgique fondé en 2012 par Francois Xavier Marciat (compositeur multi-instrumentiste).

## Historique
En 2013 les Little X Monkeys sortent un premier EP auto-produit et décrochent leurs premières dates de concert .

Le groupe se produit notamment à la Fête de la musique à Bruxelles (concert retransmis en direct sur Classic 21 ), au Cognac Festival en France (où ils ont partagé l’affiche avec Robert Plant et Lily Allen ) en passant par la Nuit du Soir . Ils font également plusieurs premières parties de groupes dont celle de Ten Years After à Lessines .
Le premier album des Little X Monkeys, Mystic River, est sorti le 1er septembre 2014 .
Après un enchaînement de dates en salles (Ancienne Belgique, le Botanique , le Reflektor, etc.) et plusieurs festivals dont Dour , Les Francofolies de Spa  le Moulin Blues d'Ospel aux Pays-Bas et le Grolsch Festival de Schöppingen en Allemagne, la réalisation de la bande originale d'un long métrage de Frakas Production (Éclaireurs) , les Little X Monkeys ont sorti un dernier single intitulé Call Me Robin Hood, le 12 septembre 2016 .

## Membres
Les Little X Monkeys sont représentés par  :   
- Charline Mosseray : textes et chant ;
- Francois Xavier Marciat (compositeur) : guitare, banjo, mandoline, harmonica, percussions (également arrangeur et graphiste du groupe [14] ainsi qu'ancien membre du groupe belge Negate) ;
- Justin Veronesi : basse ;
- Olivier Cox : batterie (il est issu de l'école de jazz d'Anvers et également membre d'autres groupes belges dont Sharko).